# Есекс (Илиноис)
Есекс (енгл. Essex) град је у америчкој савезној држави Илиноис.

## Демографија
По попису из 2010. године број становника је 802, што је 248 (44,8%) становника више него 2000. године.
| Група             | 2000.       | 2010.       |
| Белци             | 545 (98,4%) | 771 (96,1%) |
| Афроамериканци    | 0 (0,0%)    | 2 (0,2%)    |
| Азијати           | 0 (0,0%)    | 4 (0,5%)    |
| Хиспаноамериканци | 0 (0,0%)    | 12 (1,5%)   |
| Укупно            | 554         | 802         |